# Strå distrikt
Strå distrikt är ett distrikt i Vadstena kommun och Östergötlands län. 
Distriktet ligger sydväst om Vadstena. 

## Tidigare administrativ tillhörighet
Distriktet inrättades 2016 och utgörs av en del av området som Vadstena stad omfattade till 1971, delen som före 1967 utgjorde Strå socken.
Området motsvarar den omfattning Strå församling hade vid årsskiftet 1999/2000.